# Arantxa Urretabizkaia
Arantxa Urretabizkaia (Egia, Sant Sebastià, Guipúscoa, 1 de juliol de 1947) és una escriptora basca. Llicenciada en historia i és membre de la Reial Acadèmia de la Llengua Basca (Euskaltzaindia), ha treballat com a periodista a Euskal Telebista i en altres mitjans de comunicació.

## Biografia
Va néixer al barri d'Egia de Sant Sebastià l'1 de juliol de 1947, a la cantonada del carrer d'Egia amb el de Verge del Carme. Des de jove va compaginar el treball amb els estudis. Es va llicenciar en historia a la Universitat de Barcelona l'any 1975 i va començar a treballar i escriure, sempre molt lligada a ambients culturals locals, com el grup Argia, l'editorial LUR, etc.
L'any 1970, mentre treballava a l'editorial LUR, va traduir l'obra de Frantz Fanon Afrika iraultzaren alde, en col·laboració amb Ibon Sarasola i va publicar Mendebaleko Ekonomiaren Història amb Sarasola i Ramón Saizarbitoria. L'any següent, el 1971, va traduir M. Dobb en Sozialismoaren frogantzak i el 1973 l'obra d'A. Otazu Euskal Berdintasuna.
S'inicia en la creació literària amb la poesia: l'any 1972, va publicar el llarg poema "San Pedro bezperaren ondoak" ('Després de la revetlla de sant Pere'), que tracta el tema dels sentiments i la fi de l'adolescència. Uns anys després, el 1979 va escriure la novel·la Zergatik Panpox? ('Per què Panpox?') amb la qual es va convertir entre les primeres figures de la narrativa basca de la postguerra.
El 1981, va guanyar el X concurs de contes Premi Ignacio Aldecoa de la Diputació alabesa amb Baina ez egunero. Li va seguir el poemari Maitasunaren magalean ('En el si de l'amor') (Premi de la Crítica de poesia basca 1982, i Aspaldian espero zaitudalako ez nago Sekula Bakarrik ('Perquè t'espero des de fa molt de temps, no estic mai sola'), del 1983, Saturn (del 1987, traduïda al castellà el 1989), Aurten aldatuko dona nire bizitza, del 1991, i Koaderno gorria, del 1998.
Com a poeta, va editar els seus primers treballs en Euskal Literatura 1972, i ha estat inclosa en l'antologia Poetes bascos, publicada el 1990 per Julia Otxoa.
Va ser coguionista de les pel·lícules La conquista de Albania (Alfonso Ungría, 1983), l'adaptació de la seva obra Zergatik Panpox? dirigida per Xabier Elorriaga el 1986 i Lauaxeta-Als quatre vents (J. A. Zorrilla, 1987). L'any 2011, va guanyar el Premi de la Crítica de narrativa basca per la seva novel·la 3 Mariak (2010).

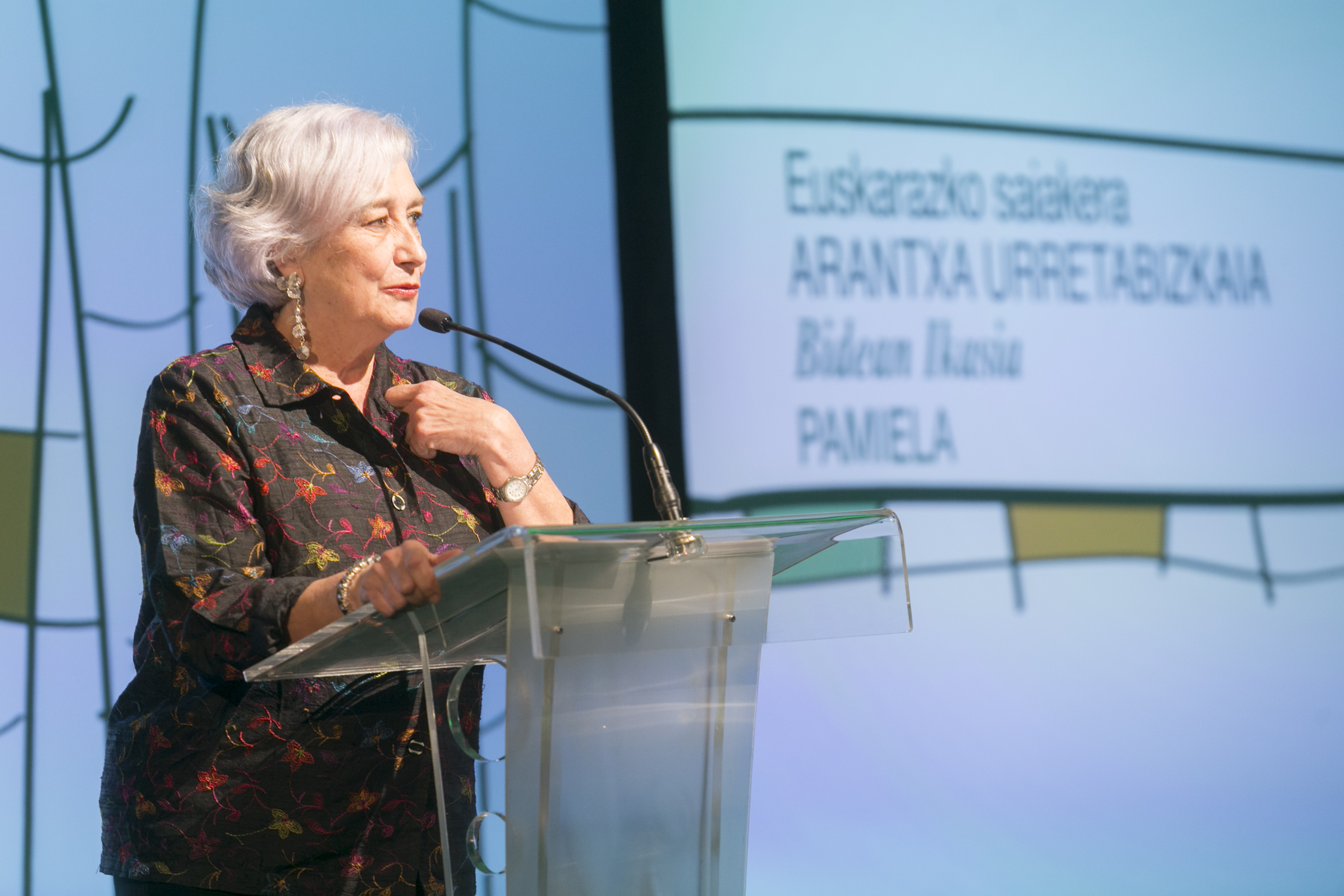
Arantxa Urretabizkaia a la cerimònia dels premis Euskadi de Literatura del 2017.

A banda de dedicar-se a la creació literària, Urretabizkaia ha format part del jurat de diversos Premis literaris, com el Premi Euskadi, i també ha participat com a membre del jurat del Festival Internacional de cinema de Sant Sebastià, en la secció Zinemaldia, en el premi als nous directors.

## Premis
- 1981: Premi Ignazio Aldekoa (contes)
- 1982: Premi de la Crítica (poesia)
- 2001: Premi Rikardo Arregi (sèrie d'entrevistes)
- 2010: Premi de la Crítica de narrativa basca
- 2017: Premi Euskadi (assaig)